# Mississippi (sång)
Mississippi var en populär singel av den nederländska gruppen Pussycat. Den skrevs av Werner Theunissen och producerades av Eddy Hilberts,  Mississippi var gruppens enda singeletta i något land, då den tillbringade fyra veckor högst upp i topp på den brittiska singellistan i oktober 1976..
Texten behandlar musikhistoria, hur rock blev mer populär än country.
En annan version av sången spelades in av Barbara Fairchild.
Det finns också en version på spanska vid namn "Te necesito", av den colombianske sångaren Fernando Calle.
1976 spelade det svenska dansbandet Vikingarna in en cover på den på svenska, med text av Margot Borgström. Låten låg på albumet Kramgoa låtar 3.

## Listplaceringar
| Lista (1975-1977) | Position |
| ----------------- | -------- |
| Nederländerna     | 1        |
| Norge             | 1        |
| Nya Zeeland       | 1        |
| Schweiz           | 1        |
| Sverige           | 6        |
| Österrike         | 4        |

### Fotnoter
1. ↑  http://www.popinstituut.nl/encyclopedie/biografie/pussycat.4139.html?lang=EN
2. ↑  ”Kramgoa låtar” (på engelska). Discogs. https://www.discogs.com/master/337973-Vikingarna-Kramgoa-L%C3%A5tar-3. Läst 23 februari 2024.
3. ↑  ”Listplacering”. http://dutchcharts.nl/showitem.asp?interpret=Pussycat&titel=Mississippi&cat=s. Läst 25 maj 2011.
4. ↑  ”Listplacering”. http://norwegiancharts.com/showitem.asp?interpret=Pussycat&titel=Mississippi&cat=s. Läst 25 maj 2011.
5. ↑  ”Listplacering”. Arkiverad från originalet den 26 maj 2010. https://web.archive.org/web/20100526055940/http://www.charts.org.nz/showitem.asp?interpret=Pussycat&titel=Mississippi&cat=s. Läst 25 maj 2011.
6. ↑  ”Listplacering”. http://hitparade.ch/showitem.asp?interpret=Pussycat&titel=Mississippi&cat=s. Läst 25 maj 2011.
7. ↑  ”Listplacering”. http://swedishcharts.com/showitem.asp?interpret=Pussycat&titel=Mississippi&cat=s. Läst 25 maj 2011.
8. ↑  ”Listplacering”. http://austriancharts.at/showitem.asp?interpret=Pussycat&titel=Mississippi&cat=s. Läst 25 maj 2011.